# Sir (Cameroun)
Pour les articles homonymes, voir Sir.
Sir  est une localité du Cameroun située dans le département du Mayo-Tsanaga et la Région de l'Extrême-Nord, en pays Kapsiki, à proximité de la frontière avec le Nigeria. Elle fait partie de la commune de Mogodé et du canton de Mogodé.

## Population
En 1966-1967 la localité comptait 2 061 habitants, principalement Kapsiki. Lors du recensement de 2005, on y a dénombré 8 819 personnes.